# Bundespräsidium

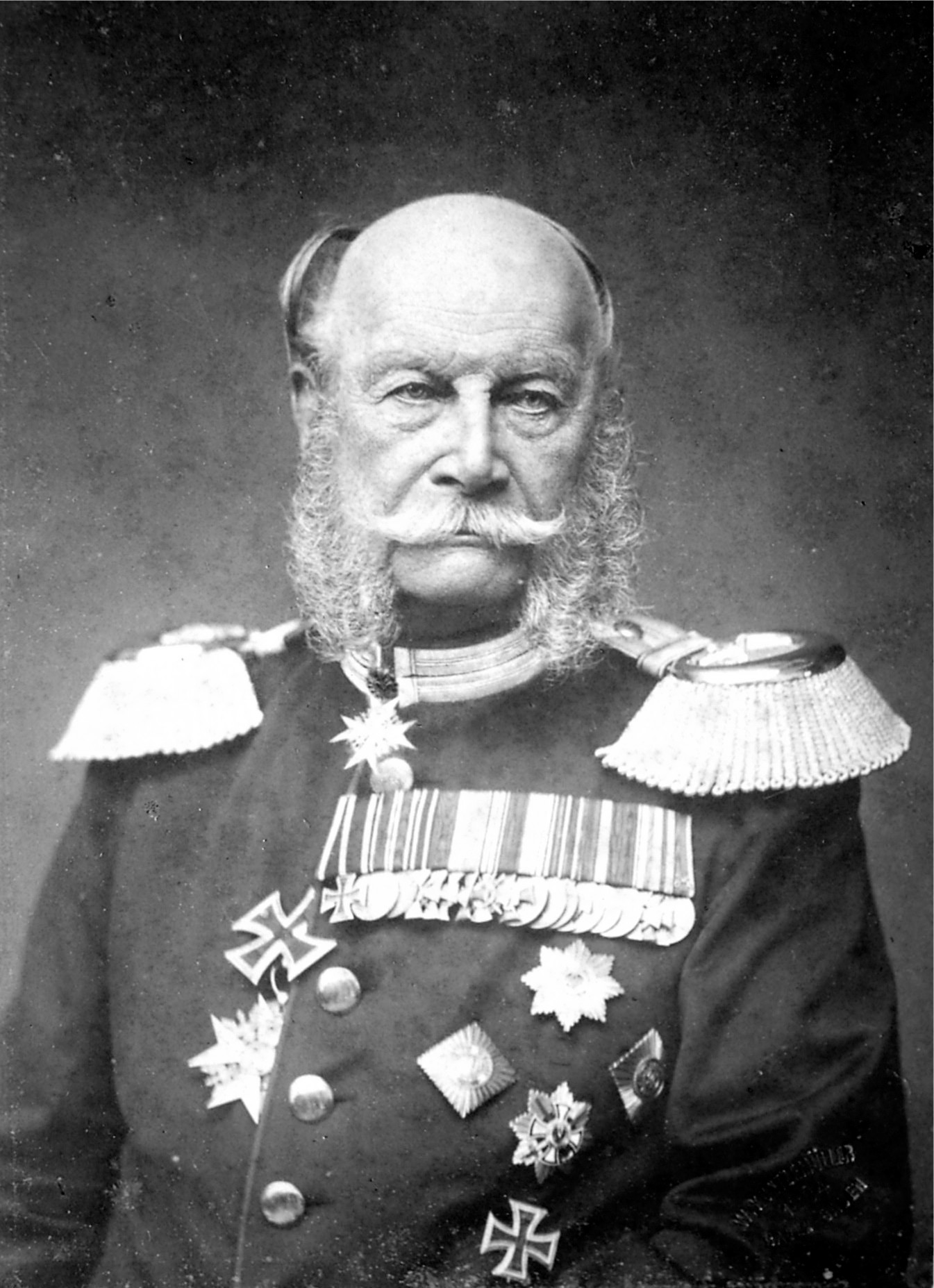
Wilhelm I., seit 1861 preußischer König, war der erste und einzige Monarch, der in der Zeit des Norddeutschen Bundes das „Präsidium des Bundes“ innehatte.

Präsidium des Bundes oder Bundespräsidium ist der Name zweier verschiedener Funktionen in der deutschen Verfassungsgeschichte. Zur Zeit des Deutschen Bundes hatte der österreichische Gesandte den Vorsitz im Bundestag. Daher nannte man Österreich die Präsidialmacht, womit im Wesentlichen nur eine geschäftsführende Rolle im Bundestag verbunden war.
Im Norddeutschen Bund von 1867 war Präsidium des Bundes ein Amt in der Norddeutschen Bundesverfassung. Es stand für die Rolle eines Staatsoberhauptes und einer Bundesexekutive, auch wenn das Amt ursprünglich nicht als Bundesmonarch gedacht war. Das Bundespräsidium hatte der König von Preußen inne. Ebenso war der König Bundesfeldherr.
Bei den Verfassungsänderungen im Zuge der Reichsgründung 1871 blieb der Ausdruck erhalten. Der König erhielt aber zusätzlich den Titel „Deutscher Kaiser“, der an den meisten Textstellen statt „Bundespräsidium“ oder „Bundesfeldherr“ eingesetzt wurde. Mit dem Ende der Monarchie 1918 endete auch die bisherige Funktion des Bundespräsidiums bzw. Kaisers.
Später taucht der Ausdruck in den Beratungen des Verfassungskonvents auf Herrenchiemsee auf. Eine Minderheit wollte keine Einzelperson als Staatsoberhaupt, sondern ein kollektives Organ namens „Bundespräsidium“. Es hätte aus dem Bundeskanzler sowie aus den Präsidenten von Bundestag und Bundesrat bestanden. Allerdings hat sich diese Vorstellung auch im Parlamentarischen Rat nicht durchgesetzt.

## Deutscher Bund 1815–1866

### Pläne und Präsidialgesandter im Bundestag
Am Vorabend der Gründung des Deutschen Bundes (1814/15) gab es durchaus Pläne, einen deutschen Kaiser einzusetzen. Mit so einer erneuten Kaiserwürde sollte Österreich enger an das übrige Deutschland gebunden werden, außerdem hätte ein solches Amt den Bund insgesamt gestärkt. Dazu hätte er jedoch bedeutende Rechte und Machtpositionen haben müssen, wie den Oberbefehl über die Bundestruppen. Das wurde von den größeren Staaten allerdings nicht gewünscht.
In diesem Sinne wandte sich Wilhelm von Humboldt aus Preußen gegen einen von Stein wieder hervorgeholten Kaiserplan: Preußen könne sich einem starken Kaiser nicht unterwerfen. Wenn aber das Amt dem Kaiser keine zusätzliche Macht gibt, werde dieser bevorzugt die Interessen seines eigenen Landes vertreten. Die einzig praktikable Lösung sei ein Staatenbund ohne Oberhaupt, in dem Österreich und Preußen einig zusammenarbeiten.
So wurde die Deutsche Bundesversammlung, auch Bundestag genannt, das oberste Organ des Deutschen Bundes. Im Bundestag führte der österreichische Gesandte den „Vorsitz“. Das bedeutete nur, dass Österreich die Geschäfte führte und bei Stimmengleichheit im Engeren Rat des Bundestags den Ausschlag gab. Diese Bestimmung aus Art. 5 der Deutschen Bundesakte führte dazu, dass der Vorsitzende die Vorschläge der Bundesstaaten dem Bundestag zur Beratung übergab. Gängig waren die Ausdrücke „Präsidium“ für den Vorsitz, „Präsidialmacht“ oder „Bundespräsidialmacht“ für Österreich, „Präsidialgesandter“ für den österreichischen Bundestagsgesandten (auch in § 39 der Geschäftsordnung der Bundesversammlung von 1854) und „Präsidialstimme“ für die österreichische Stimme im Bundestag.

### Reformbestrebungen

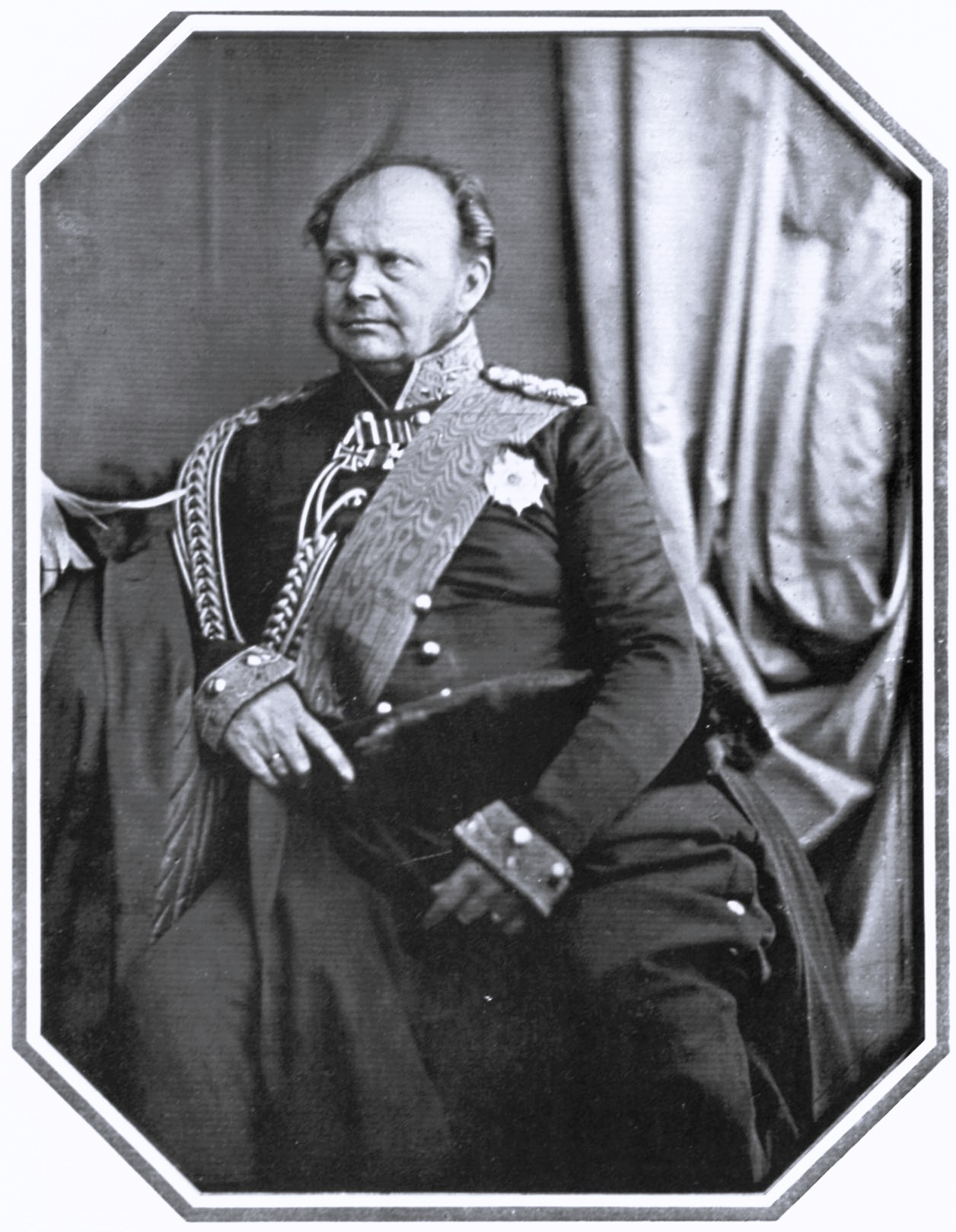
Der preußische König Friedrich Wilhelm IV. lehnte nicht nur die Frankfurter Kaiserkrone ab, sondern scheiterte auch damit, Deutschland als Unionsvorstand einer Erfurter Union zu einen.

In der Revolutionszeit 1849–1851 ging es nicht zuletzt um die Frage eines Reichsoberhauptes. Bereits der Bundestag hatte im März und April 1848 über ein Bundesdirektorium mit mehreren Mitgliedern nachgedacht. Das Zentralgewaltgesetz vom 28. Juni 1848 und die Frankfurter Reichsverfassung vom 28. März 1849 sahen hingegen eine Einzelperson an der Spitze des Deutschen Reiches vor (einen Reichsverweser bzw. einen Kaiser).
In Preußens anschließendem Einigungsversuch teilte die Erfurter Unionsverfassung die Rechte des Kaisers auf: Der Unionsvorstand (der preußische König) setzte die Unionsregierung ein und ein Fürstenkollegium übte die Rechte in Bezug auf die Gesetzgebung aus. Später im Norddeutschen Bund wurde aus dem Unionsvorstand der Inhaber des Bundespräsidiums und aus dem Fürstenkollegium der Bundesrat.
Der letzte Versuch dieser Zeit, die deutsche Einheit zumindest teilweise voranzutreiben, wurde auf den Dresdner Konferenzen 1850/1851 gemacht. Doch eine Bundesreform scheiterte daran, dass Preußen das Alternat forderte: Österreich und Preußen sollten abwechselnd als Präsidialmacht dienen.
In den Jahren nach der Herbstkrise 1850 blieb das Verhältnis zwischen Österreich und Preußen angespannt, auch wenn man sich zunächst zur Zusammenarbeit gezwungen sah. Österreich wollte seine Rolle als Präsidialmacht stärken und über eine gemäßigte Weiterentwicklung des Bundes seine Macht und Führung ausbauen. Preußen sollte vermehrt auf seinen zweiten Platz verwiesen werden. Der preußische Bundestagsgesandte Otto von Bismarck hingegen setzte sich vehement gegen einen Ausbau des Bundes ein. Auch wollte Preußen, dass die „Präsidialmacht“ eine bloße Ehrenstellung blieb.

## Norddeutscher Bund und Kaiserreich 1867–1918

### Entstehung und Konstruktion

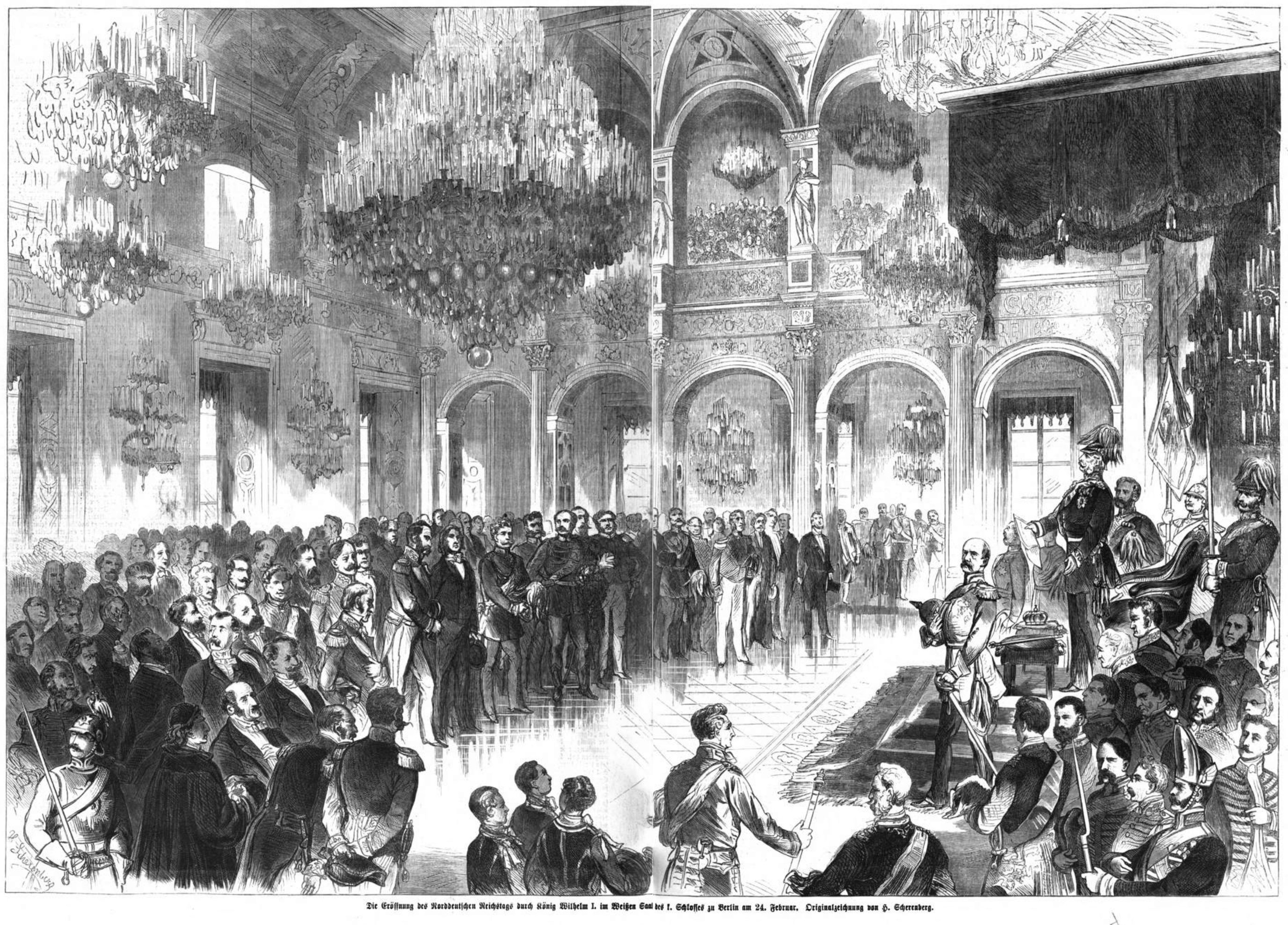
Eröffnung des konstituierenden Reichstags durch das Bundespräsidium, den preußischen König Wilhelm

Nach dem Deutschen Krieg im Sommer 1866 bildete Preußen mit den nord- und mitteldeutschen Staaten den Norddeutschen Bund. Im Gegensatz zum Deutschen Bund war dies ein Bundesstaat, ein föderativer Staat. Maßgeblicher Politiker war der preußische Ministerpräsident Otto von Bismarck.
Der Norddeutsche Reichstag wollte dabei das Amt eines Kaisers eingerichtet sehen. Gerade die demokratische Linke in Deutschland wünschte sich einen starken Staat, eine unitarische Monarchie, aus der sich eine Monarchie mit parlamentarischem Regierungssystem entwickeln konnte. Bismarck erkannte dies und wies das Ansinnen ab. Die oberste Exekutive erhielt daher den Namen „Bundespräsidium“. Anders als der Ausdruck vermuten lässt, handelte es sich nicht um ein Kollegialorgan, sondern um eine Einzelperson, den preußischen König. Der Ausdruck vermied die republikanisch klingende Bezeichnung „Präsident“.
In der Bundesverfassung hieß es schließlich im Abschnitt „IV. Bundespräsidium“:

„Art. 11. Das Präsidium des Bundes steht der Krone Preußen zu, welche in Ausübung desselben den Bund völkerrechtlich zu vertreten, im Namen des Bundes Krieg zu erklären und Frieden zu schließen, Bündnisse und andere Verträge mit fremden Staaten einzugehen, Gesandte zu beglaubigen und zu empfangen berechtigt ist.“

Schema für die Bundesverfassung bzw. Reichsverfassung: Das Bundespräsidium (ab 1871 mit dem Titel Kaiser) ernannte den Kanzler, den einzigen verantwortlichen Minister

Die Verfassung wies dem Präsidium auch ansonsten Aufgaben wie einem monarchischen Staatsoberhaupt zu, ohne dabei von einem Bundesmonarchen oder Staatsoberhaupt zu sprechen. Laut Art. 15 ernannte das Präsidium einen Bundeskanzler. Dieser hatte den Vorsitz im Bundesrat inne und leitete die Geschäfte. In Art. 17 erscheint die bedeutsame Regelung:

„Art. 17. Dem Präsidium steht die Ausfertigung und Verkündigung der Bundesgesetze und die Überwachung der Ausführung derselben zu. Die Anordnungen und Verfügungen des Bundespräsidiums werden im Namen des Bundes erlassen und bedürfen zu ihrer Gültigkeit der Gegenzeichnung des Bundeskanzlers, welcher dadurch die Verantwortlichkeit übernimmt.“

Durch den letzten Nebensatz erhielt der Bundeskanzler die Stellung eines Ministers, der gegenüber dem Parlament (Reichstag) verantwortlich ist, während der Monarch unverletzlich ist. Ursprünglich sollte der Bundeskanzler mehr ein Beamter sein, der den Willen des Präsidiums ausführte. Erst ein Antrag der Rechtsliberalen (Lex Bennigsen) im konstituierenden Reichstag hatte zum verantwortlichen Bundeskanzler geführt. Die ursprüngliche Konstruktion sah in den Augen der Liberalen wie eine Kopie des ungeliebten Bundestages des Deutschen Bundes aus, in dem Sinne, dass der Bundeskanzler wie zuvor der österreichische Präsidialgesandte wirkte und auch den Vorsitz im neuen Bundesrat führte. Dietmar Willoweit urteilte über die ursprüngliche Konstruktion, dass bei dieser „für einen Großstaat fast unwirklich anmutenden Verfassungsidee […] die Last der parlamentarischen Kontrolle […] weitgehend bei den Landtagen verblieben“ wäre.
Der preußische König war zudem laut Verfassung „Bundesfeldherr“, das heißt Oberbefehlshaber der Bundestruppen. Dieser Titel wurde zusätzlich zum „Bundespräsidium“ in die Verfassung aufgenommen, um die starke Stellung des preußischen Königs zu verschleiern.

### Entwicklung der Bezeichnungen
Anfang des Jahres 1870 arbeitete Bismarck an einem „Kaiserplan“. Nicht nur war die sperrige Bezeichnung „Präsidium des Bundes“ in der Bundesdiplomatie unpraktisch, eine Umbenennung des Amtes hätte den Status des Königs und damit das Ansehen des Bundes steigern können. Allerdings besteht die Möglichkeit, dass Bismarck mit dem Plan eher taktische Absichten verfolgte, etwa den Liberalen die nationale Deutungshoheit zu nehmen. Er ließ den Plan entsprechend rasch fallen, auch, weil König Wilhelm sich dafür nicht erwärmen ließ. Wilhelm erschien ein erfundener, unhistorischer Kaisertitel als Peinlichkeit gegenüber den anderen Fürsten.
Am 1. Januar 1871 trat eine neue Verfassung in Kraft, nachdem die süddeutschen Staaten in den Novemberverträgen dem Norddeutschen Bund beigetreten waren. Dabei wurden einige staatsrechtliche Bezeichnungen geändert, vor allem wurden die Begriffe „Reich“ und „Kaiser“ eingeführt. Über das Bundespräsidium hieß es seitdem:

„Artikel 11. Das Präsidium des Bundes steht dem Könige von Preußen zu, welcher den Namen Deutscher Kaiser führt. Der Kaiser hat das Reich völkerrechtlich zu vertreten, im Namen des Reiches Krieg zu erklären und Frieden zu schließen, Bündnisse und andere Verträge mit fremden Staaten einzugehen, Gesandte zu beglaubigen und zu empfangen.“

Auch an allen übrigen Stellen blieb der Ausdruck „Präsidium“ bestehen. 
Am 16. April 1871 trat abermals eine neue Verfassung in Kraft. Darin wurden konsequent weitere Bezeichnungen geändert. So wurden das „Präsidium“ und der „Bundesfeldherr“ zum „Kaiser“ vereinheitlicht. Der Abschnitt IV blieb mit dem Titel „Präsidium“ überschrieben, und zu Beginn von Artikel 11 blieb der Ausdruck „Präsidium des Bundes“.
Ernst Rudolf Huber sieht hierin mehr als nur Umbenennungen. Die Bundesverfassung habe noch drei Funktionen der Bundesspitze unterschieden:
- Bundespräsidium (Art. 11 NBV)
- Bundesfeldherr (Art. 62–65 NBV)
- König von Preußen als Befehlshaber der Marine (Art. 53 NBV)

Die Verfassung vom 16. April 1871 habe alle drei Funktionen in einem einzigen Amt vereinigt, dem Kaisertum. Insofern sei das Kaisertum nicht mit dem norddeutschen Bundespräsidium identisch, denn es habe die zivilen und die militärischen Kompetenzen der Reichsexekutive vereint.

### Amt
Das Präsidium des Bundes bzw. die Kaiserwürde waren verfassungsmäßig mit der Krone Preußens verbunden. Eine Person konnte nicht nur eines von beiden Ämtern ausüben. Für das gesamtdeutsche Amt fehlten viele Regeln, so dass man analog die preußischen Regeln anwandte, etwa zum Erwerb und Verlust des Amtes, zu einer Regentschaft oder Stellvertretung. Kronprinz im Reich war der Kronprinz Preußens. Der Kaiser erhielt vom Reich keine Zivilliste, also eine Art Vergütung für das Kaiseramt, sondern nur einen Dispositionsetat für amtsbezogene Ausgaben. Leben musste er von dem, was er als preußischer König bekam.
Ernst Rudolf Huber betont, dass der Kaiser ursprünglich nicht als Bundesmonarch gedacht war:

„Vielmehr war ‚Kaiser‘ nur der Name, den der König von Preußen als Inhaber der Bundespräsidialbefugnisse führte. Der Kaiser war nicht Herrscher des Reichs und nicht Reichs-Souverän; er war nach der Intention der Verfassung nur das geschäftsführende Präsidialorgan des Reichs mit dem Titel eines Kaisers. Als Souverän des Reichs galt nicht der Kaiser, sondern der Bundesrat als Repräsentant der Gesamtheit der Gliedstaaten.“

Der Bundesrat wurde nach dieser Konzeption als das höchste Reichsorgan angesehen. Nicht Reichsoberhaupt, sondern nur primus inter pares sei der Kaiser gewesen. Doch habe der Kaiser sich im Laufe des Kaiserreichs zum wirklichen Reichsmonarchen entwickelt. Der König von Preußen war Landesherr wie andere auch, der Kaiser hingegen wurde zum obersten Reichsorgan.

### „Präsidialstimme“

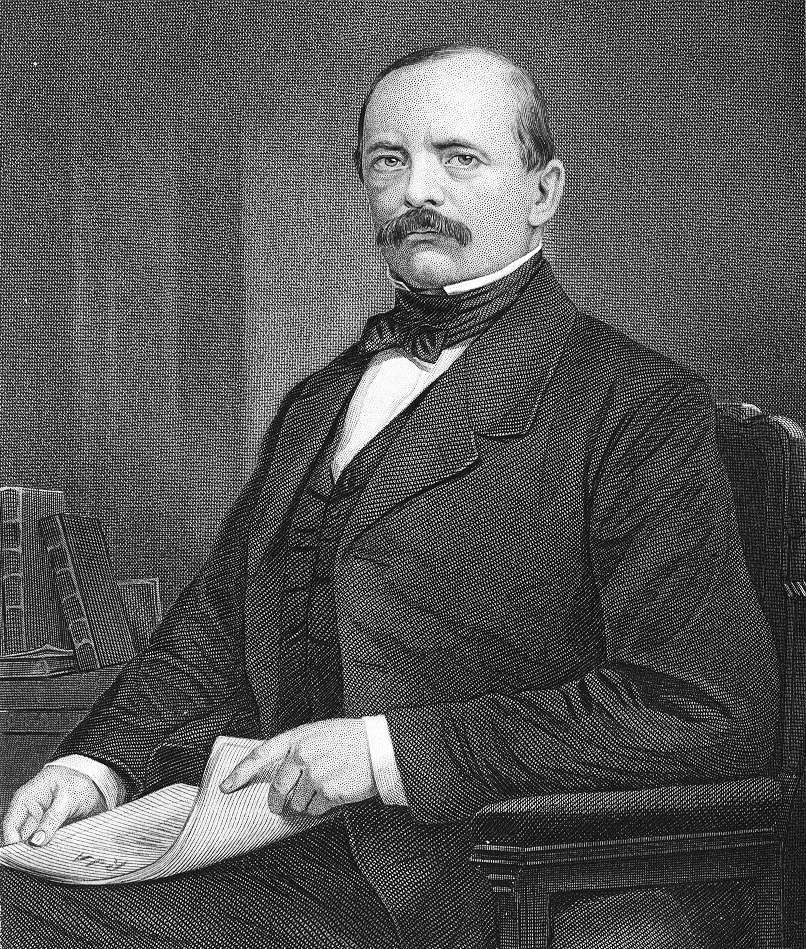
Otto von Bismarck im Jahr 1873. Er war in einer Person Reichskanzler, preußischer Ministerpräsident und preußischer Außenminister.

Die Verfassungen des Norddeutschen Bundes und des Kaiserreichs verwenden den traditionellen Ausdruck „Präsidialstimme“. Bei Stimmengleichheit im Bundesrat gab sie den Ausschlag (Art. 7 BRV). Gemeint sind die 17 preußischen Bundesratsstimmen. Zeitgenössische Kommentatoren interpretierten diese Stimmen als kaiserliche Präsidialrechte. Tatsächlich aber wurden diese Stimmen von der preußischen Regierung instruiert und von den preußischen Bundesratsmitgliedern abgegeben. Die sogenannte Präsidialstimme war keine kaiserliche, sondern eine königlich-preußische.
Diese Unterscheidung scheint zunächst nicht sehr wichtig zu sein, da der Kaiser und der preußische König dieselbe Person waren. Allerdings bestimmte nicht der König selbst, wie die preußischen Vertreter im Bundesrat abstimmten, sondern die verantwortliche preußische Regierung, die der König einsetzte. Der vom Kaiser ernannte Reichskanzler hingegen hatte im Bundesrat weder Sitz noch Stimme, obwohl er ihm vorsaß.
Die Kanzlerschaft brachte an sich wenig Befugnisse mit sich. Beispielsweise konnte der Kanzler bzw. der Kaiser keine neuen Gesetze vorschlagen – ein solches Initiativrecht für den Regierungschef war in vielen Nationalstaaten selbstverständlich – und auch nicht das Parlament auflösen. Der Kanzler hatte also großes Interesse daran, gleichzeitig preußischer Ministerpräsident bzw. Außenminister zu sein, um die preußischen Bundesratsstimmen instruieren zu können. Selbst dann musste der Kanzler eng mit den anderen Einzelstaaten zusammenarbeiten, um im Bundesrat wirklich eine Mehrheit zu erhalten.

## Bundespräsidium in der Verfassung

### Verfassungskonvent 1948
Im Sommer 1948 traf sich auf der Herreninsel im Chiemsee in Bayern eine Expertengruppe, die einen Entwurf für eine neue westdeutsche Verfassung ausarbeiten sollte. Sie ging als Verfassungskonvent auf Herrenchiemsee in die Geschichte ein. Auftraggeber waren die westdeutschen Ministerpräsidenten.
Die Frage eines Staatsoberhaupts wurde im Unterausschuss III behandelt. Man war sich einig, dass das Staatsoberhaupt der Bundesrepublik weniger Macht als der Reichspräsident der Weimarer Republik haben sollte. Die Mehrheit im Ausschuss fand, dass die Bundesrepublik eine einzelne Person als Bundespräsidenten haben sollte. Eine Minderheit hingegen wollte ein Gremium von mehreren Personen an dieser Stelle sehen, das Bundespräsidium. Die Minderheit begründete dies mit dem nur provisorischen Charakter des neuen Staates. Da man auch im Plenum des Konvents keinen Kompromiss fand, enthielt der Entwurf letztlich beide Vorschläge (ähnlich wie auch an manchen anderen Stellen).
Laut Entwurf für das Grundgesetz in der Fassung der Minderheit (Abschnitt VI) sollte das Bundespräsidium bestehen:
- aus dem Bundeskanzler (dem Regierungschef),
- dem Bundestagspräsidenten (dem höchsten Vertreter des Parlaments) und
- dem Bundesratsvorsitzenden (dem höchsten Vertreter des „Senats“).

Der Vorsitz im Bundespräsidium wechselt nach Maßgabe der Geschäftsordnung. Sollte ein Mitglied des Bundespräsidiums verhindert sein, wird es durch den (üblichen) Stellvertreter vertreten.

### Parlamentarischer Rat
Die Mitglieder des Parlamentarischen Rates (1948–1949) folgten der Mehrheit des Ausschusses und entschieden sich damit für einen Bundespräsidenten.

### DDR
Auch die DDR hatte zunächst eine einzelne Person als Staatsoberhaupt, den Präsidenten der Republik. Sie ersetzte das Präsidentenamt allerdings 1960 durch den Staatsrat als Kollegialorgan.